# Cyanea rosea
Cyanea rosea is een schijfkwal uit de familie Cyaneidae. De kwal komt uit het geslacht Cyanea. Cyanea rosea werd in 1824 voor het eerst wetenschappelijk beschreven door Quoy & Gaimard. 